# Musashi (luchador)
Musashi (武蔵?   nacido el 17 de octubre de 1972) es un kickboxer y karateka profesional de Japón que compitió en la promoción K-1 desde 1995 hasta 2009. En su carrera profesional logró 49 victorias (19 por knockout), 30 derrotas, 5 empates y una pelea sin decisión.
El japonés fue cuatro ocasiones campeón del torneo de Japón de K-1, dos veces finalista del K-1 World Grand Prix en 2003 y 2004, y campeón del mundo peso pesado de muay thai de la WAKO en 1999. Obtuvo triunfos ante Peter Aerts, Ray Sefo, Bob Sapp y Kaoklai Kaennorsing entre otros.

## Palmarés
- 2004 K-1 World GP finalista
- 2003 K-1 World GP finalista
- 2003 K-1 Japan GP campeón
- 2002 K-1 Japan GP campeón
- 2001 K-1 Japan GP finalista
- 2000 K-1 Japan GP campeón
- 1999 K-1 Japan GP campeón
- 1999 Campeón Mundial de Peso Pesado WAKO

## Récord
| 49 Victorias (19 (T)KO's, 31 decisiones), 27 Derrotas |                |                       |                                                        |                 |        |        |
| Fecha                                                 | Resultado      | Rival                 | Evento                                                 | Final           | Asalto | Tiempo |
| 06/29/2008                                            | Derrota        | Keijiro Maeda         | K-1 World GP 2008 en Fukuoka, Japón                    | Decisión        | 3      | 3:00   |
| 04/13/2008                                            | Victoria       | Junichi Sawayashiki   | K-1 World GP 2008 en Yokohama, Japón                   | KO              | 2      | 2:16   |
| 12/31/2008                                            | Victoria       | Bernard Ackah         | K-1 PREMIUM 2007 Dynamite!!, Japón                     | KO              | 3      | 1:26   |
| 12/08/2007                                            | Victoria       | David Dancrade        | K-1 World GP 2007 Final, Japón                         | KO              | 1      | 2:59   |
| 08/05/2007                                            | Victoria       | Qiang Wang            | K-1 World GP 2007 en Hong Kong                         | Descalificación | 1      | 2:00   |
| 08/05/2007                                            | Victoria       | Yong Soo Park         | K-1 World GP 2007 en Hong Kong                         | KO              | 2      | 0:48   |
| 03/04/2007                                            | Derrota        | Yusuke Fujimoto       | K-1 World GP 2007 en Yokohama, Japón                   | KO              | 4      | 1:23   |
| 12/31/2006                                            | Victoria       | Randy Kim             | K-1 PREMIUM 2006 Dynamite!!, Japón                     | KO              | 3      | 0:33   |
| 12/02/2006                                            | Derrota        | Peter Aerts           | K-1 World Grand Prix 2006, Japón                       | KO              | 1      | 2:53   |
| 09/30/2006                                            | Derrota        | Chalid Arrab          | K-1 World GP 2006 en Osaka, Japón                      | Decisión        | 3      | 3:00   |
| 07/30/2006                                            | Derrota        | Glaube Feitosa        | K-1 World GP 2006 en Sapporo, Japón                    | Decisión        | 3      | 3:00   |
| 04/29/2006                                            | Derrota        | Semmy Schilt          | K-1 World GP 2006 en Las Vegas, Estados Unidos         | Decisión        | 3      | 3:00   |
| 12/31/2005                                            | Victoria       | Bob Sapp              | K-1 PREMIUM 2005 Dynamite!!, Japón                     | Decisión        | 3      | 3:00   |
| 11/19/2005                                            | Derrota        | Glaube Feitosa        | K-1 World Grand Prix 2005, Japón                       | KO              | 2      | 1:05   |
| 11/19/2005                                            | Victoria       | Ruslan Karaev         | K-1 World Grand Prix 2005, Japón                       | Decisión        | 4      | 3:00   |
| 09/23/2005                                            | Victoria       | Francois Botha        | K-1 World GP 2005 in Osaka, Japón                      | Decisión        | 3      | 3:00   |
| 07/29/2005                                            | Victoria       | Rickard Nordstrand    | K-1 World GP 2005 in Hawaii, Estados Unidos            | Decisión        | 3      | 3:00   |
| 04/30/2005                                            | Victoria       | Rick Roufus           | K-1 World GP 2005 in Las Vegas, Estados Unidos         | Decisión        | 3      | 3:00   |
| 12/31/2004                                            | Victoria       | Sean O'Haire          | K-1 PREMIUM 2004 Dynamite!!, Japón                     | KO              | 2      | 0:44   |
| 12/04/2004                                            | Derrota        | Remy Bonjasky         | K-1 World Grand Prix 2004, Japón                       | Decisión        | 5      | 3:00   |
| 12/04/2004                                            | Victoria       | Kaoklai Kaennorsing   | K-1 World Grand Prix 2004, Japón                       | Decisión        | 4      | 3:00   |
| 12/04/2004                                            | Victoria       | Ray Sefo              | K-1 World Grand Prix 2004, Japón                       | Decisión        | 4      | 3:00   |
| 09/25/2004                                            | Victoria       | Cyril Abidi           | K-1 World GP 2004 en Tokio, Japón                      | Decisión        | 3      | 3:00   |
| 06/06/2004                                            | Victoria       | Ray Mercer            | K-1 World GP 2004 en Nagoya, Japón                     | Decisión        | 3      | 3:00   |
| 03/27/2004                                            | Victoria       | Akebono               | K-1 World GP 2004 en Saitama, Japón                    | Decision        | 3      | 3:00   |
| 02/15/2004                                            | Victoria       | Stefan Gamlin         | K-1 Burning 2004, Japón                                | KO              | 2      | 0:53   |
| 12/06/2003                                            | Derrota        | Remy Bonjasky         | K-1 World Grand Prix 2003, Japón                       | Decisión        | 3      | 3:00   |
| 12/06/2003                                            | Victoria       | Peter Aerts           | K-1 World Grand Prix 2003, Japón                       | Decisión        | 3      | 3:00   |
| 12/06/2003                                            | Victoria       | Ray Sefo              | K-1 World Grand Prix 2003, Japón                       | Decisión        | 3      | 3:00   |
| 09/21/2003                                            | Victoria       | Yusuke Fujimoto       | K-1 Survival 2003 Japan GP Final, Japón                | Decisión        | 4      | 3:00   |
| 09/21/2003                                            | Victoria       | Hiraku Hori           | K-1 Survival 2003 Japan GP Final, Japón                | KO              | 2      | 3:00   |
| 09/21/2003                                            | Victoria       | Montanha Silva        | K-1 Survival 2003 Japan GP Final, Japón                | Decisión        | 3      | 3:00   |
| 07/27/2003                                            | Draw           | Chris Chrisopoulides  | K-1 World GP 2003 en Melbourne, Australia              | Decision draw   | 3      | 3:00   |
| 06/29/2003                                            | Victoria       | Montanha Silva        | K-1 Beast II 2003, Japón                               | Descalificación | 2      | 1:50   |
| 05/02/2003                                            | Victoria       | Nobuaki Kakuda        | K-1 World GP 2003 en Las Vegas I, Estados Unidos       | Decisión        | 3      | 3:00   |
| 04/06/2003                                            | Empate         | Gary Goodridge        | K-1 Beast 2003, Japón                                  | Decisión        | 5      | 3:00   |
| 12/07/2002                                            | Derrota        | Jérôme Le Banner      | K-1 World Grand Prix 2002, Japón                       | KO              | 2      | 0:51   |
| 09/22/2002                                            | Victoria       | Tsuyoshi Nakasako     | K-1 Andy Spirits Japan GP 2002, Japón                  | Decisión        | 5      | 3:00   |
| 09/22/2002                                            | Victoria       | Tatsufumi Tomihira    | K-1 Andy Spirits Japan GP 2002, Japón                  | Decisión        | 3      | 3:00   |
| 09/22/2002                                            | Victoria       | Hiromi Amada          | K-1 Andy Spirits Japan GP 2002, Japón                  | Decisión        | 4      | 3:00   |
| 07/14/2002                                            | Victoria       | Josh Dempsey          | K-1 World GP 2002 in Fukuoka, Japón                    | Decisión        | 5      | 3:00   |
| 04/21/2002                                            | Derrota        | Semmy Schilt          | K-1 Burning 2002, Japón                                | Decisión        | 5      | 3:00   |
| 03/03/2002                                            | Empate         | Glaube Feitosa        | K-1 World GP 2003 in Nagoya, Japón                     | Decisión        | 5      | 3:00   |
| 01/11/2002                                            | Victoria       | Ryuta Noji            | Ichigeki, Japón                                        | Decisión        | 5      | 3:00   |
| 08/19/2001                                            | Derrota        | Nicolas Pettas        | K-1 Andy Memorial Japan GP 2002 Final, Japón           | Decisión        | 4      | 3:00   |
| 08/19/2001                                            | Victoria       | Tsuyoshi Nakasako     | K-1 Andy Memorial Japan GP 2002 Final, Japón           | Decisión        | 3      | 3:00   |
| 08/19/2001                                            | Victoria       | Toru Oishi            | K-1 Andy Memorial Japan GP 2002 Final, Japón           | Decisión        | 3      | 3:00   |
| 06/24/2001                                            | Empate         | Ebenezer Braga        | K-1 Survival 2001, Japón                               | Decisión        | 5      | 3:00   |
| 04/15/2001                                            | Derrota        | Ernesto Hoost         | K-1 Burning 2001, Japón                                | Decisión        | 5      | 3:00   |
| 12/10/2000                                            | Derrota        | Ray Sefo              | K-1 World Grand Prix 2000, Japón                       | TKO             | 1      | 1:38   |
| 07/07/2000                                            | Victoria       | Hiromi Amada          | K-1 Spirits 2000, Japón                                | Decisión        | 3      | 3:00   |
| 07/07/2000                                            | Victoria       | An Hu                 | K-1 Spirits 2000, Japón                                | TKO             | 1      | 2:15   |
| 07/07/2000                                            | Victoria       | Ryushi Yanagishawa    | K-1 Spirits 2000, Japón                                | Decisión        | 3      | 3:00   |
| 05/28/2000                                            | Victoria       | Tatsufumi Tomihira    | K-1 Survival 2000, Japón                               | Decisión        | 3      | 3:00   |
| 03/19/2000                                            | Derrota        | Andy Hug              | K-1 Burning 2000, Japón                                | Decisión        | 5      | 3:00   |
| 01/25/2000                                            | Derrota        | Peter Aerts           | K-1 Rising 2000, Japón                                 | Ext. R TKO      | 4      | 1:25   |
| 12/05/1999                                            | Derrota        | Mirko Filipović       | K-1 World Grand Prix 1999, Japón                       | TKO             | 2      | 1:13   |
| 10/05/1999                                            | Victoria       | Masaaki Satake        | K-1 World GP 1999 Final Elimination, Japón             | Decisión        | 5      | 3:00   |
| 08/22/1999                                            | Victoria       | Nobu Hayashi          | K-1 Spirits 1999, Japón                                | Decisión        | 3      | 3:00   |
| 08/22/1999                                            | Victoria       | Hiromi Amada          | K-1 Spirits 1999, Japón                                | Decisión        | 3      | 3:00   |
| 08/22/1999                                            | Victoria       | Mitsuya Nagai         | K-1 Spirits 1999, Japón                                | KO              | 1      | 3:00   |
| 08/22/1999                                            | Victoria       | Motoharu Yoshioka     | K-1 Spirits 1999, Japón                                | TKO             | 2      | 2:13   |
| 06/20/1999                                            | Victoria       | Kirkwood Walker       | K-1 Braves 1999, Japón, Título Mundial WAKO            | KO              | 5      | 1:50   |
| 04/25/1999                                            | Victoria       | Gary Goodridge        | K-1 Revenge 1999, Japón                                | Escalificación  | 1      | 2:15   |
| 03/22/1999                                            | Victoria       | Greg Vojtieck         | K-1 The Challenge 1999, Japón                          | TKO             | 2      | 2:03   |
| 02/28/1999                                            | Derrota        | Kirkwood Walker       | Lords of the Ring III, Inglaterra, Título Mundial WAKO | Decisión        | 5      | 3:00   |
| 02/03/1999                                            | Victoria       | Duncan Airlie James   | K-1 Rising Sun 1999, Japón                             | TKO             | 2      | 2:52   |
| 10/28/1998                                            | Derrota        | Michael Thompson      | K-1 Japan 1998 Kamikaze, Japón                         | Decisión        | 5      | 3:00   |
| 07/18/1998                                            | Derrota        | Ernesto Hoost         | K-1 Dreams 1998, Japón                                 | TKO             | 3      | 2:52   |
| 05/24/1998                                            | Empate         | Masaaki Satake        | K-1 Braves 1998, Japón                                 | Decisión        | 5      | 3:00   |
| 06/07/1997                                            | Derrota        | Michael Thompson      | K-1 Fight Night 1997, Japón                            | Decisión        | 5      | 3:00   |
| 04/29/1997                                            | DerrotaDerrota | Kirkwood Walker       | K-1 Braves 1997, Japón                                 | KO              | 5      | 1:12   |
| 03/16/1997                                            | Derrota        | Branko Cikatić        | K-1 Kings 1997, Japón                                  | TKO             | 4      | 1:38   |
| 12/08/1996                                            | Derrota        | Andy Hug              | K-1 Hercules 1996, Japón                               | Decisión        | 5      | 3:00   |
| 10/18/1996                                            | Victoria       | Jean Riviere          | K-1 Star Wars 1996, Japón                              | Decisión        | 5      | 3:00   |
| 09/01/1996                                            | NC             | Sam Greco             | K-1 Revenge 1996, Japón                                | Sin resultado   | 3      | 0:22   |
| 07/20/1996                                            | Derrota        | Changpuek Kiatsongrit | Campeonato del Mundo WMTC                              | Decisión        | 5      | 3:00   |
| 05/06/1996                                            | Derrota        | Mike Bernardo         | K-1 World Grand Prix 1996, Japón                       | Decisión        | 3      | 3:00   |
| 05/06/1996                                            | Victoria       | Sam Greco             | K-1 World Grand Prix 1996, Japón                       | TKO             | 1      | 3:00   |
| 03/10/1996                                            | Victoria       | Kit Lykins            | K-1 World GP 1996 Opening, Japón                       | KO              | 1      | 0:37   |
| 12/09/1995                                            | Derrota        | Stan Longinidis       | K-1 Hercules 1995, Japón                               | Decisión        | 5      | 3:00   |
| 09/03/1995                                            | Victoria       | Patrick Smith         | K-1 Revenge 2 1995, Japón                              | KO              | 2      | 0:34   |